# اینترنشنال هاروستر-سری اس

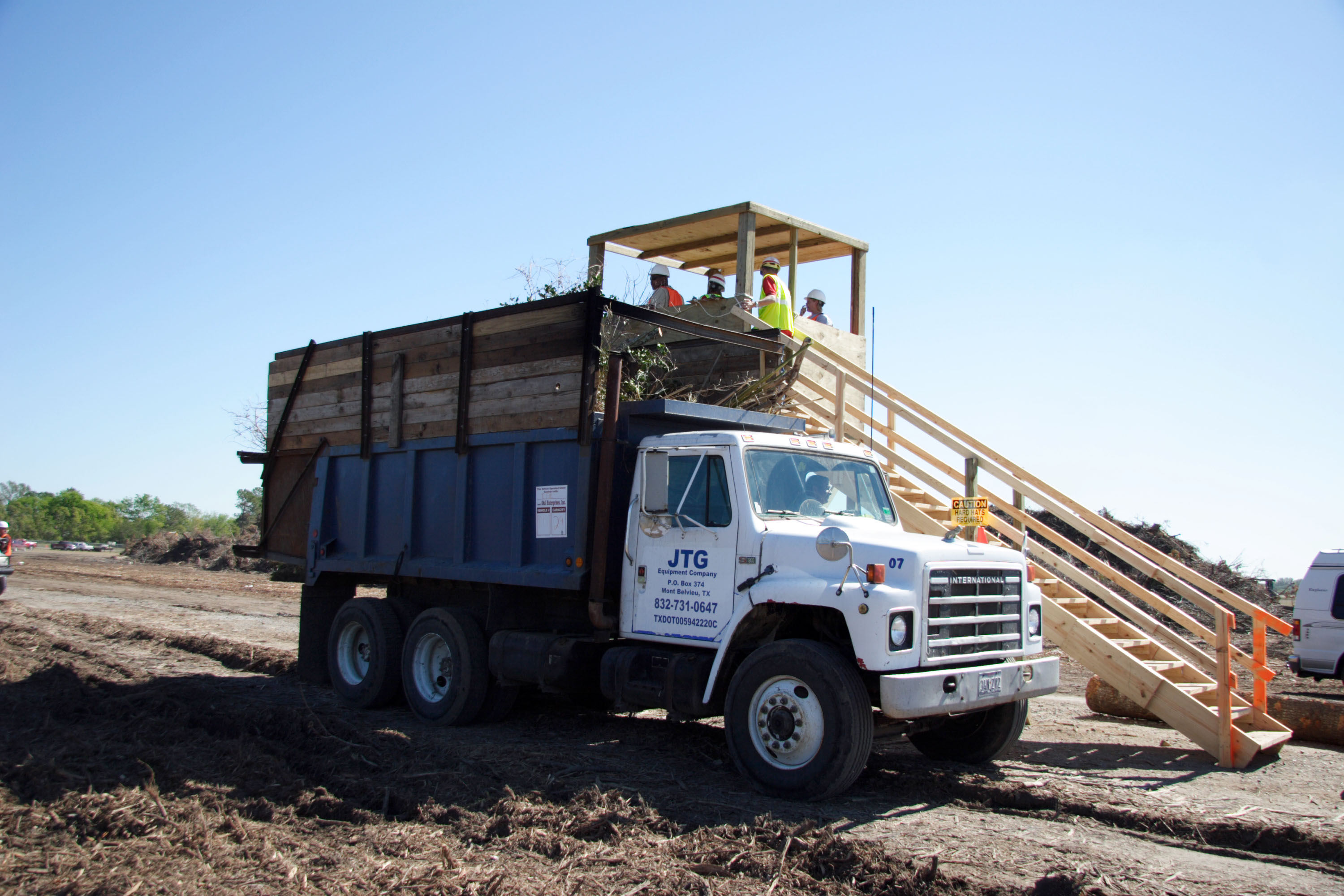

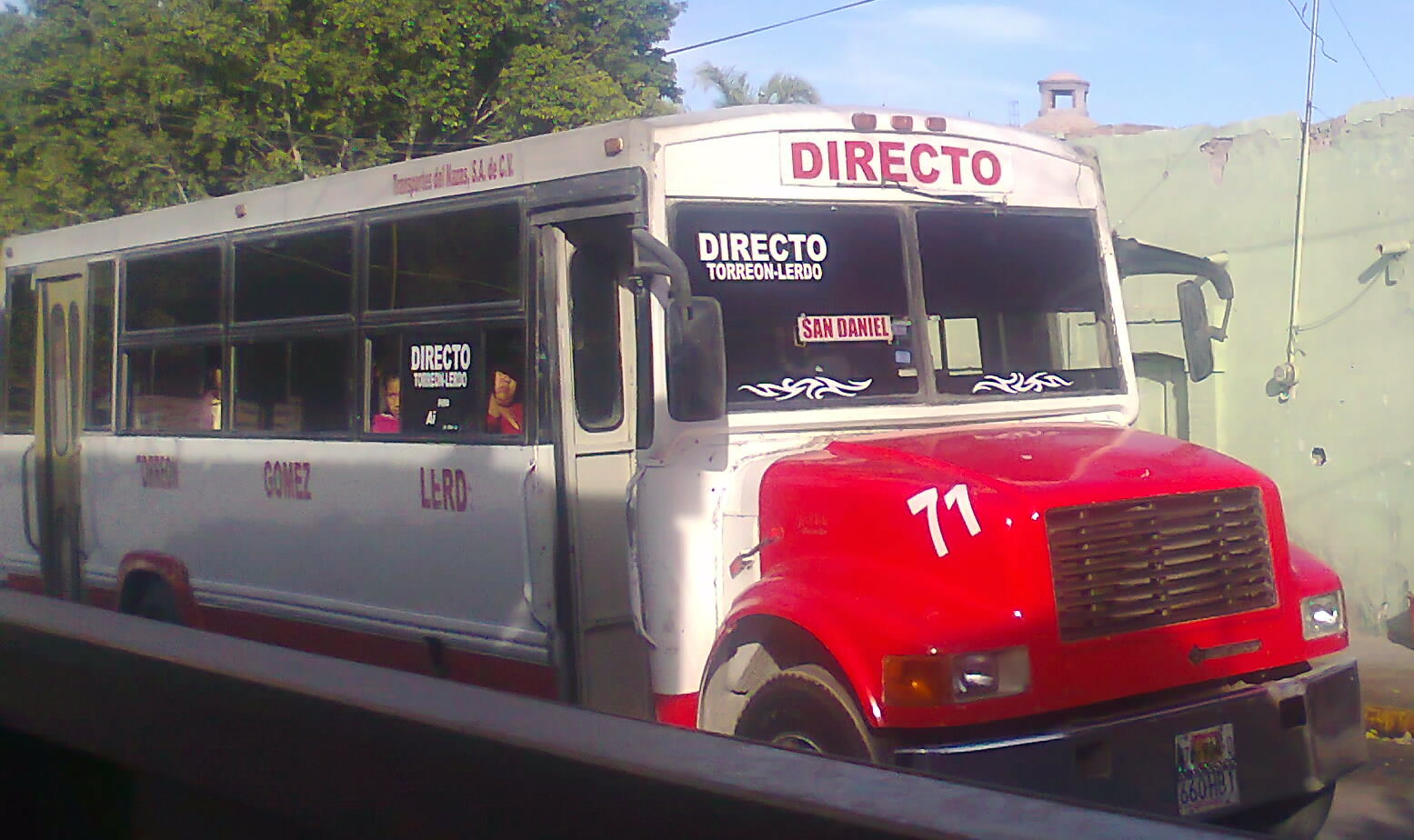

اینترنشنال هاروستر-سری اس (International Harvester S-Series) یک سری خودرو است که در سال‌های ۱۹۷۷ تا ۲۰۰۱ تولید شده‌است. سیستم جعبه‌دندهٔ آن به دو صورت خودکار و دستی است.نوع اتوبوسی این خودرو به صورت کلاسیک به عنوان سرویس مدارس در امریکا استفاده می شود.